# Austin-Healey

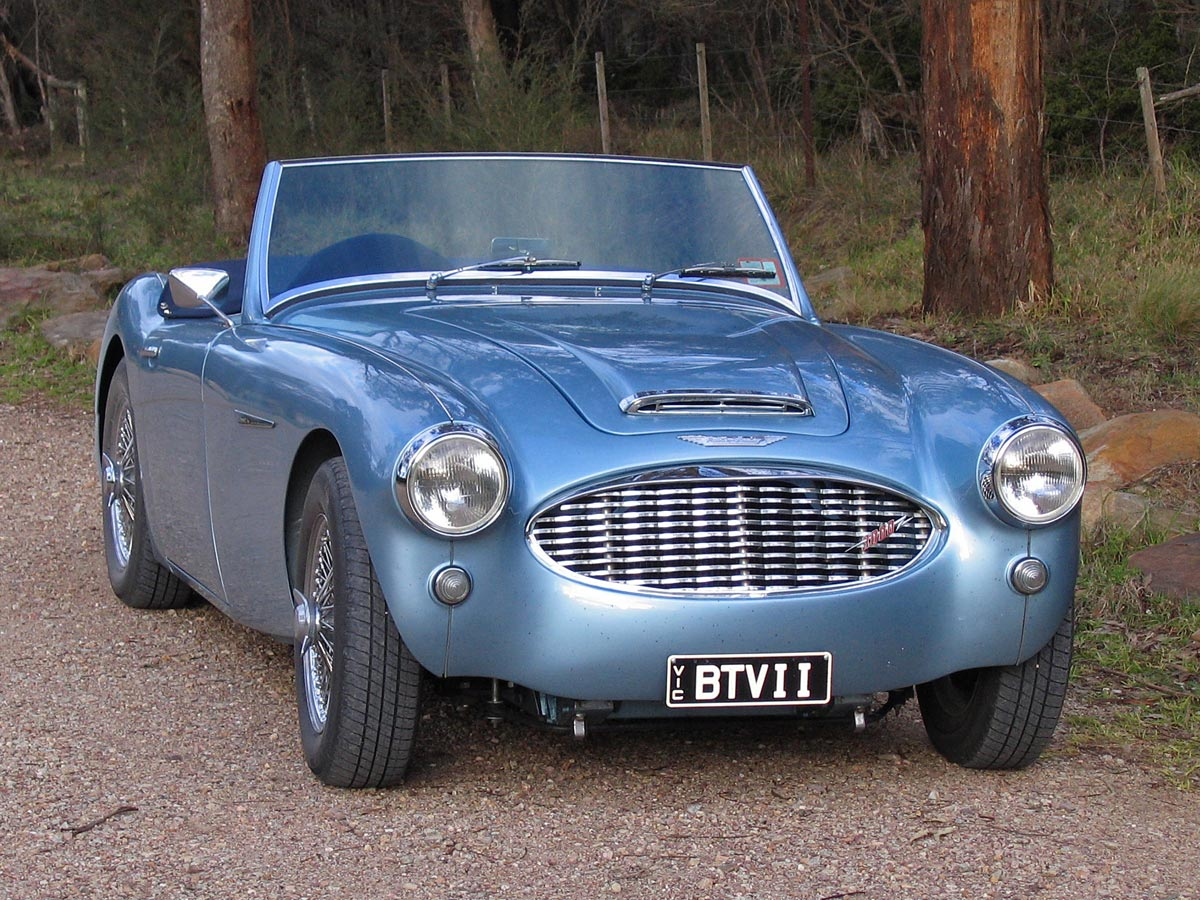
Austin-Healey 3000 av 1959 års modell

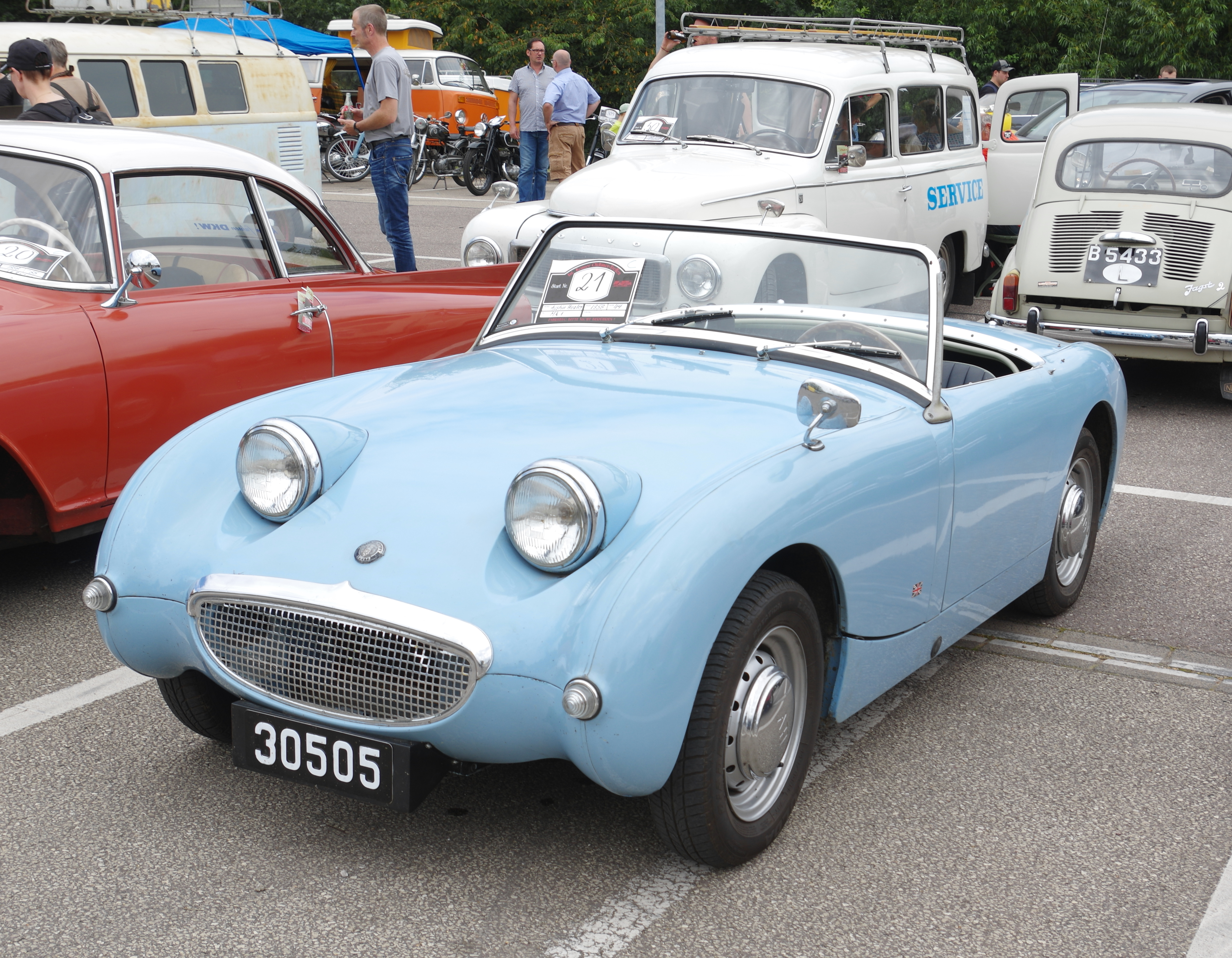
Austin-Healey Sprite av 1960 års modell

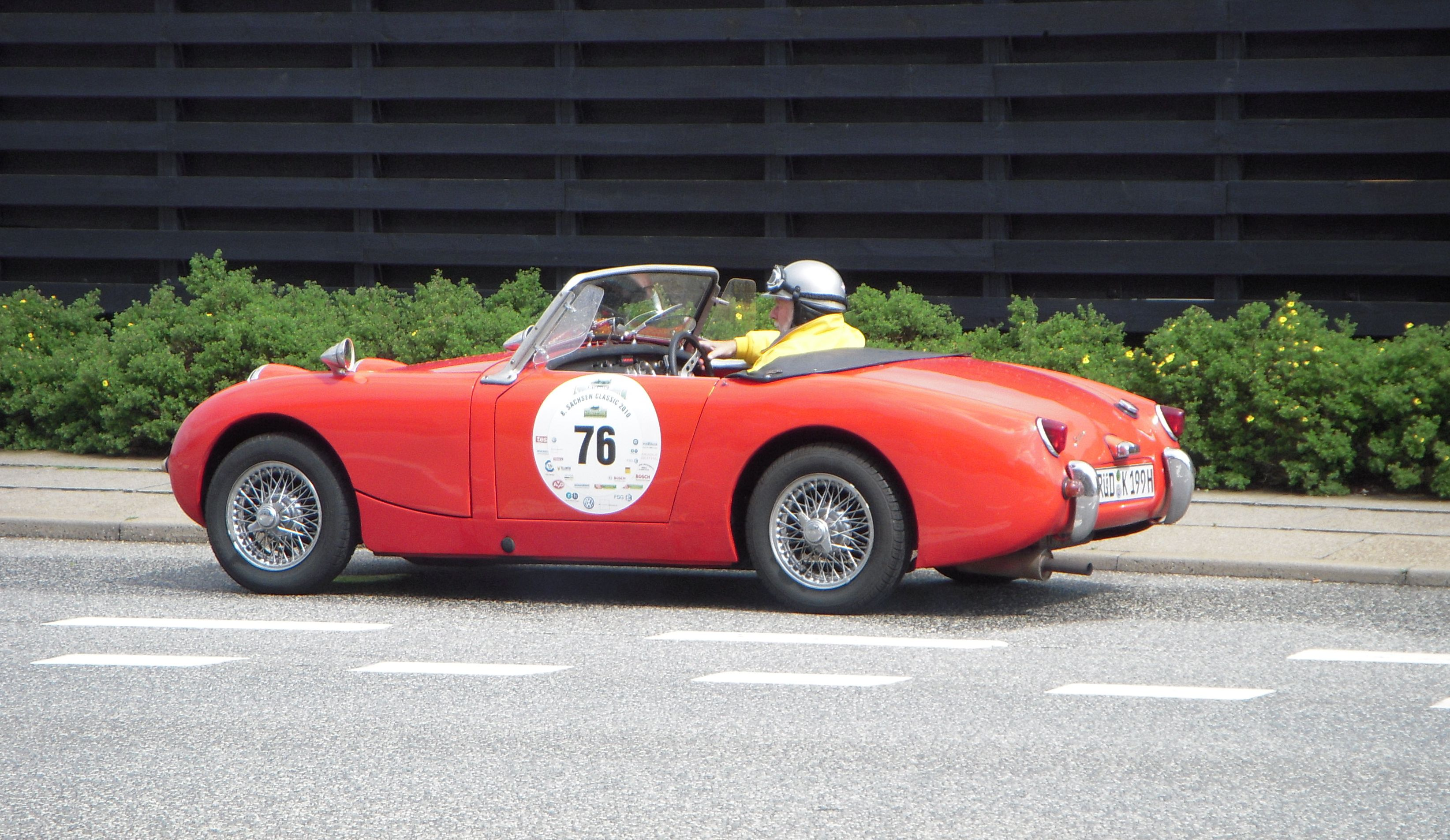
Austin-Healey Sprite "Frogeye"

Austin Healey var ett brittisk bilmärke för sportbilar.

## Historik
Donald Healey Motor Company började tillverka bilar under eget namn efter andra världskriget. Som drivkälla användes Rileys raka fyrcylindriga Motor. I början av 1950-talet stod det klart att den motorn snart skulle försvinna, och företaget behövde se sig om efter en ny motor. På London Motor Show 1952 visade Healey en öppen sportbil med motor från Austin A90 Atlantic. Austins chef Leonard Lord såg möjligheten att kunna erbjuda sina kunder en ny modell och erbjöd Healey att tillverka bilen och sälja den genom Austins försäljningsnät, mot att bilen även fick bära Austin-namnet. Healey gick med på uppgörelsen.
Produktionen av Austin-Healey 100 startade i Longbridge i början av 1953. Bilen utvecklades under 1950-talet, bland annat genom att den fick BMC:s sexcylindriga C-motor. Den tillverkades fram till 1967.
I mitten av femtiotalet fick Healey uppgiften att ta fram en liten billig sportbil, baserad på småbilen Austin A30. Tillverkningen av Austin-Healey Sprite startade 1958 i MG-fabriken i Abingdon, dit produktionen av alla Austin-Healey då hade flyttats. Sprite fick snart en tvillingmodell i form av MG Midget.
BMC:s avtal med Donald Healey gick ut i slutet av 1970, och den nya ägaren British Leyland valde att inte förnya kontraktet. Därmed försvann märket Austin-Healey. De sista Sprite-bilarna såldes under Austin-namnet i början av 1971, medan Midget fortsatte att tillverkas till 1979.

## Austin-Healey-modeller i urval
- 1953 Austin-Healey 100
- 1958 Austin-Healey Sprite
- 1959 Austin-Healey 3000